# Anticlea
En la mitología griega, Anticlea (Ἀντίκλεια) es la hija del argonauta Autólico y de Anfítea (Ἀμφιθέα), esposa de Laertes y madre del héroe Odiseo.
Autólico se había convertido en un exitoso ladrón gracias a que su padre, Hermes (el dios de los ladrones), le había otorgado el don de poder cambiar el color de todas las cosas que robase, por lo que podía actuar impunemente. Pero Sísifo logró descubrirle simplemente porque notó que el número de reses de Autólico aumentaba mientras que el suyo disminuía. Para descubrirle, hizo marcas en las pezuñas de su ganado, por lo que pudo reconocerlo incluso si había cambiado de color. Cuando Sísifo acudió a casa de Autólico para reclamar su ganado, se entretuvo varios días y finalmente consiguió seducir a Anticlea, la hija del ladrón. Poco después, Anticlea casó con Laertes y tuvo a Odiseo, por lo que muchos dudaban de la auténtica paternidad de Laertes.
Anticlea murió de pena por la larga ausencia de su hijo. Cuando Odiseo descendió al Hades, pudo ver al alma de su madre y hablar con ella, lo que le entristeció enormemente, pues no sabía que había muerto. Allí, en el Hades, Anticlea se sorprende al ver a su hijo porque sólo es posible llegar hasta allí por el Océano. Según algunos relatos Anticlea se había suicidado al oír de Nauplio una falsa noticia sobre su hijo.
Anticlea, de nuevo por Laertes, también fue madre de una hija, Ctímene, a quien crio en el palacio junto al porquero Eumeo.